# 2007年バレーボール・ワールドグランプリ
2007年ワールドグランプリ（英語: 2007 FIVB World Grand Prix)は、2007年8月3日から8月26日にかけて行われた国際バレーボール連盟（FIVB）の主催する第15回ワールドグランプリである。決勝ラウンドは 中国・寧波で開催された。

## 競技方式
3週にかけて各チーム9試合の予選ラウンドを世界各地の会場で行う。上位6チームが決勝ラウンドに進む。総当り戦で優勝チームを決定する。

## 出場国
以下の12カ国が出場。
ヨーロッパ
予選トーナメントの上位チーム
- ロシア
- オランダ
- イタリア
- ポーランド

アメリカ大陸
第5回Women's Pan American Cupの上位チーム
- ブラジル
- キューバ
- ドミニカ共和国
- アメリカ合衆国

アジア
- 中国
- 日本
- チャイニーズタイペイ  （辞退した韓国に代わって出場）
- カザフスタン　（辞退したタイに代わって出場）

## 予選ラウンド

### 第1週
8月3日から8月5日にかけて行われた。

#### グループA
開催都市:  日本・東京

出場チーム:  日本、 キューバ、 ドミニカ共和国、 カザフスタン

#### グループB
開催都市:  イタリア・ヴェローナ

出場チーム:  イタリア、 ブラジル、 オランダ、 チャイニーズタイペイ

#### グループC
開催都市:  ポーランド・ジェシュフ

出場チーム:  ポーランド、 ロシア、 アメリカ合衆国、 中国

### 第2週
8月10日から8月12日にかけて行われた。

#### グループD
開催都市:  日本・東京

出場チーム:  日本、 ブラジル、 オランダ、 チャイニーズタイペイ

#### グループE
開催都市:  ロシア・ハバロフスク

出場チーム:  ロシア、 キューバ、 アメリカ合衆国、 カザフスタン

#### グループF
開催都市: 中国・ 香港特別行政区

出場チーム:  イタリア、 中国、 ドミニカ共和国、 ポーランド

### 第3週
8月17日から8月19日にかけて行われた。

#### グループG
開催地:  日本・大阪

出場チーム:  日本、 ロシア、 ポーランド、 カザフスタン

#### グループH
開催地:  台湾・台北

出場チーム:  チャイニーズタイペイ、 ブラジル、 ドミニカ共和国、 イタリア

#### グループI
開催地: 中国・ マカオ特別行政区

出場チーム:  キューバ、 中国、 オランダ、 アメリカ合衆国

## ファイナルラウンド
8月22日から8月26日にかけて 中国・寧波で開催された。
- - 2007-08-22

|                |       |            |                               |  |
| ブラジル       | 3 – 0 | ポーランド | 25-21 25-21 25-17             |  |
| イタリア       | 3 – 1 | ロシア     | 25-18 25-17 23-25 25-17       |  |
| 中華人民共和国 | 2 – 3 | オランダ   | 26-28 24-26 25-23 25-23 08-15 |  |

- - 2007-08-23

|            |       |                |                               |  |
| ロシア     | 3 – 2 | ブラジル       | 25-16 15-25 19-25 25-17 15-13 |  |
| イタリア   | 1 – 3 | オランダ       | 24-26 25-22 25-27 16-25       |  |
| ポーランド | 2 – 3 | 中華人民共和国 | 25-21 15-25 16-25 25-22 09-15 |  |

- - 2007-08-24

|          |       |                |                               |  |
| ブラジル | 2 – 3 | オランダ       | 25-19 19-25 23-25 25-23 08-15 |  |
| ロシア   | 3 – 0 | ポーランド     | 25-11 25-22 26-24             |  |
| イタリア | 2 – 3 | 中華人民共和国 | 23-25 25-19 22-25 26-24 12-15 |  |

- - 2007-08-25

|                |       |            |                         |  |
| オランダ       | 3 – 0 | ポーランド | 25-22 25-22 25-23       |  |
| 中華人民共和国 | 3 – 0 | ロシア     | 25-23 27-25 25-22       |  |
| ブラジル       | 1 – 3 | イタリア   | 22-25 25-19 18-25 21-25 |  |

- - 2007-08-26

|                |       |          |                               |  |
| オランダ       | 3 – 2 | ロシア   | 21-25 25-18 25-13 20-25 15-08 |  |
| ポーランド     | 3 – 0 | イタリア | 25-21 25-18 25-19             |  |
| 中華人民共和国 | 3 – 0 | ブラジル | 25-21 25-21 25-13             |  |

## 結果
本大会における結果は、次のとおりであった。
| 順位 | 国名                 | 決勝リーグ成績 | ポイント率     |
| ---- | -------------------- | -------------- | -------------- |
| 1    | オランダ             | 5勝            | 1.108          |
| 2    | 中国                 | 4勝1敗         | 1.087          |
| 3    | イタリア             | 2勝3敗         | 1.004          |
| 4    | ロシア               | 2勝3敗         | 0.947          |
| 5    | ブラジル             | 1勝4敗         | 0.949          |
| 6    | ポーランド           | 1勝4敗         | 0.888          |
| 7    | キューバ             | 予選リーグ敗退 | 予選リーグ敗退 |
| 8    | アメリカ合衆国       | 予選リーグ敗退 | 予選リーグ敗退 |
| 9    | 日本                 | 予選リーグ敗退 | 予選リーグ敗退 |
| 10   | カザフスタン         | 予選リーグ敗退 | 予選リーグ敗退 |
| 11   | ドミニカ共和国       | 予選リーグ敗退 | 予選リーグ敗退 |
| 12   | チャイニーズタイペイ | 予選リーグ敗退 | 予選リーグ敗退 |

なお、 中国は、予選における順位は8位であったが、決勝開催地であったため、大会規定により6位以上となった。これにより、 キューバと アメリカ合衆国の最終的な順位は予選時より繰り下げに。